# Списък на политическите партии в Гренландия
Гренландия е зависима територия на Дания, която се ползва с широка автономия. Страната има многопартийна система.

## Парламентарно представени партии
| Партия          | Места в парламента (2013) | Идеология                 |
| --------------- | ------------------------- | ------------------------- |
| Напред          | 14                        | Социалдемокрация          |
| Народна общност | 11                        | Демократичен социализъм   |
| Солидарност     | 2                         | Консервативен либерализъм |
| Народна партия  | 2                         | Ляв национализъм          |
| Демократи       | 2                         | Либерализъм               |

## Други партии
- Обединение на кандидатите